# Wenceslas Hollar
Pour les articles homonymes, voir Hollar.
Wenceslas Hollar ou Wenceslaus Hollar, né le 13 juillet 1607 à Prague et mort le 25 mars 1677  à Londres, est un dessinateur et graveur originaire de Bohême.
Hollar fut, avec Abraham Bosse, l'un des meilleurs graveurs du XVIIe siècle, et fit connaître la technique de l’eau-forte en Angleterre. Il a exécuté une multitude de dessins toujours très prisés de par la minutie des descriptions et la précision du tracé.

## Biographie

### Débuts d'artiste
Wenceslas Hollar, issu d'une famille catholique aisée de clercs de Bohême, grandit au milieu des horreurs de la guerre de Trente Ans : après la reconquête de Prague par les armées impériales et celles de la Ligue en 1621, son père fut ruiné. Destiné à l'étude du droit, le jeune Wenceslas décida à 18 ans de se consacrer aux beaux-arts. 

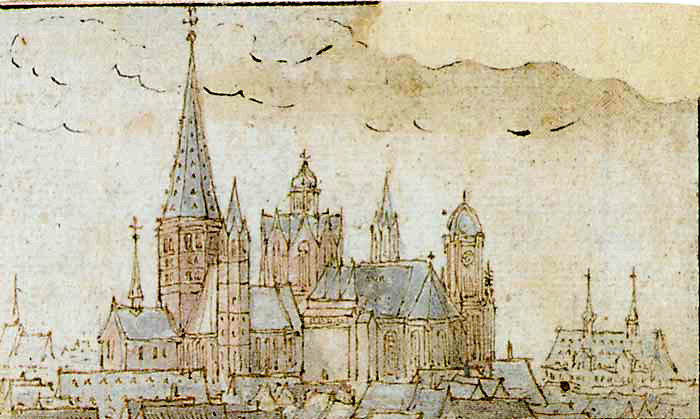
Wenceslas Hollar: Cathédrale Saint-Martin de Mayence; dessin à la plume de 1632.

En 1627, Hollar partit pour Francfort-sur-le-Main, où il entra en apprentissage auprès de Matthäus Merian, le plus célèbre graveur de l'époque. Le jeune homme collabora notamment aux paysages urbains de son maître. Vers 1630 il poursuivit ses pérégrinations par Strasbourg, Mayence et Coblence. Hollar fut l'un des premiers peintres à populariser les paysages de la vallée du Haut-Rhin moyen, dont il immortalisa les villes, châteaux et paysages par d'innombrables gravures ; il est à ce titre un lointain prédécesseur des romantiques.
Il fut remarqué à Cologne par le comte Thomas Howard d'Arundel, en route pour son ambassade auprès de l'empereur Ferdinand II en 1633. Cette rencontre avec le plus grand mécène et collectionneur anglais de l'époque fut pour Hollar la chance de sa vie. Il accompagna l'ambassadeur anglais à la cour de l'empereur dans sa ville natale de Prague, puis il le suivit à Vienne et enfin dans d’interminables périples à travers l'Europe centrale. De retour à Cologne, il y publia en 1635 son premier recueil de gravures. Lorsqu'en 1637 son bienfaiteur dut rentrer en Angleterre,  Hollar le suivit à Londres, où il devait passer l'essentiel du reste de sa vie.

### En Angleterre

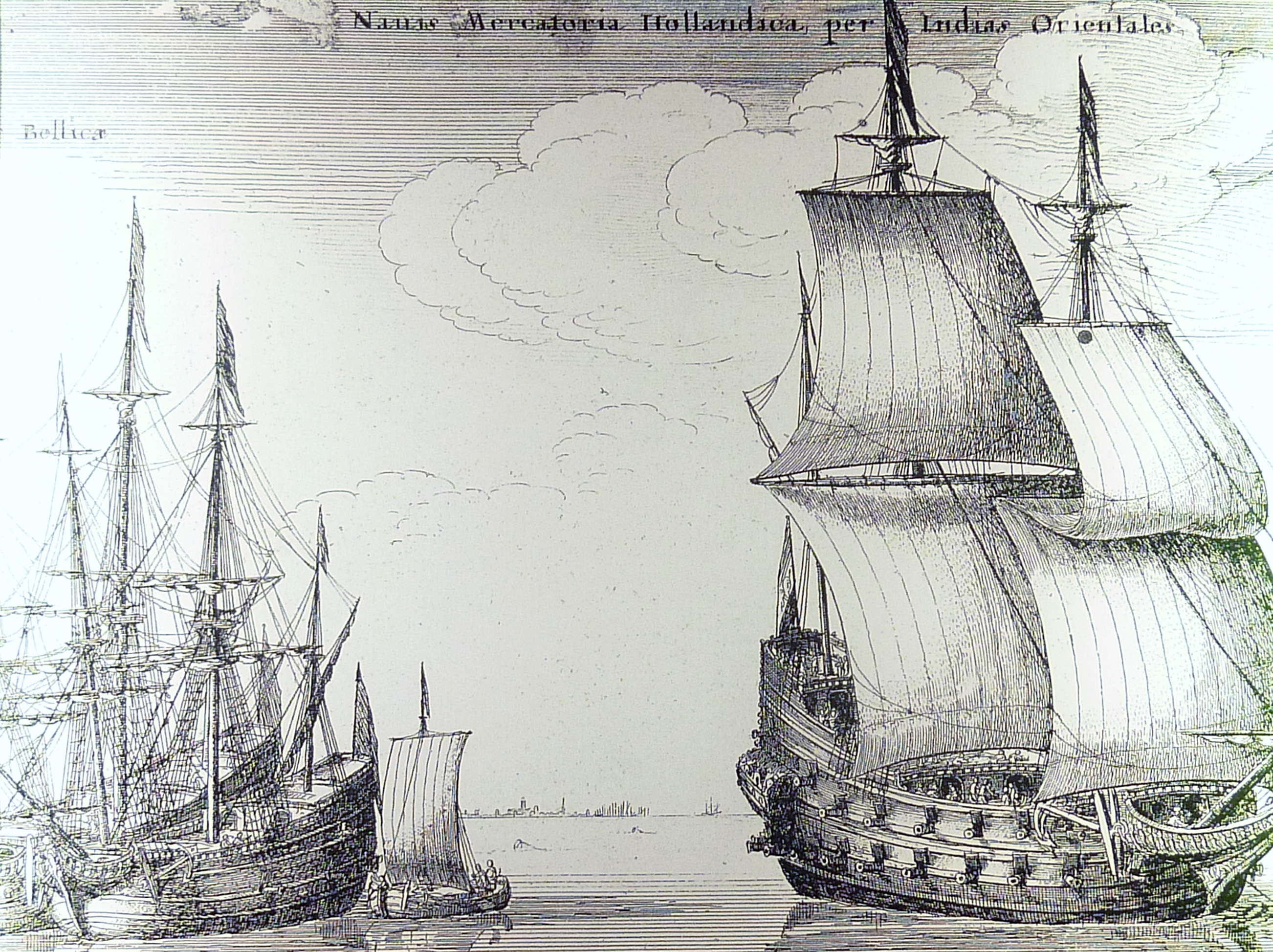
Wenceslas Hollar : Navires marchands de la Compagnie néerlandaise des Indes orientales (V.O.C.) ; 1647, gravure.

Hollar vécut tout d'abord chez le comte d’Arundel, sans pour autant lui réserver l'exclusivité de sa production artistique : il produisait des gravures pour les éditeurs et les imprimeurs, en dépit des médiocres rémunérations dont il dut toute sa vie se contenter de ce côté-là ; c'est que, étranger démuni et sans point de chute, il dut toujours accepter les moindres offres. Dès sa première année en Angleterre, il exécuta pour l'éditeur Peter Stent, qui devait demeurer son principal client par la suite, une grande planche gravée de Greenwich, pour laquelle il ne reçut qu'une rétribution de 30 shillings. Plus tard, Hollar fixa ses prix en comptant 4 pence par heure de travail ; il mesurait le temps passé à l'aide d'un sablier. 
Hollar épousa le 4 juillet 1641 Tracy, une femme de chambre de la comtesse de Norfolk dont il eut deux enfants. Lorsqu'en 1642 la Première Révolution anglaise éclata, le comte d'Arundel, de nouveau à l'étranger pour une mission diplomatique, ne revint pas en Angleterre. C'est pourquoi Hollar se mit au service du duc d'York, tout en travaillant pour le roi Charles Ier ; il fut même quelque temps précepteur du Prince de Galles, le futur Charles II.
En tant que royaliste, Wenceslas Hollar s'enrôla finalement dans l'armée en 1645, et fut capturé par les troupes républicaines lors du siège de Basing House, mais il parvint à s'enfuir peu après. À Anvers il retrouva le comte d'Arundel, mais celui-ci mourut quelques semaines plus tard, en 1646. Les années qui suivirent furent les plus fertiles dans la production artistique de Wenceslas Hollar, avec ses gravures des villes des Pays-Bas, ses marines et ses dessins de plantes. Finalement en 1652 il retourna à Londres.

### Dernières années
Il contribua à illustrer de nombreux livres, notamment les éditions anglaises des œuvres d’Homère, de Virgile et de Juvénal. Dépourvu de talent pour les affaires, Hollar vendit ses gravures à des prix dérisoires si bien qu'il se trouva bientôt dans la gêne. La Restauration de la monarchie avec l'avènement du roi Charles II n'améliora pas davantage sa situation, faute de commandes.

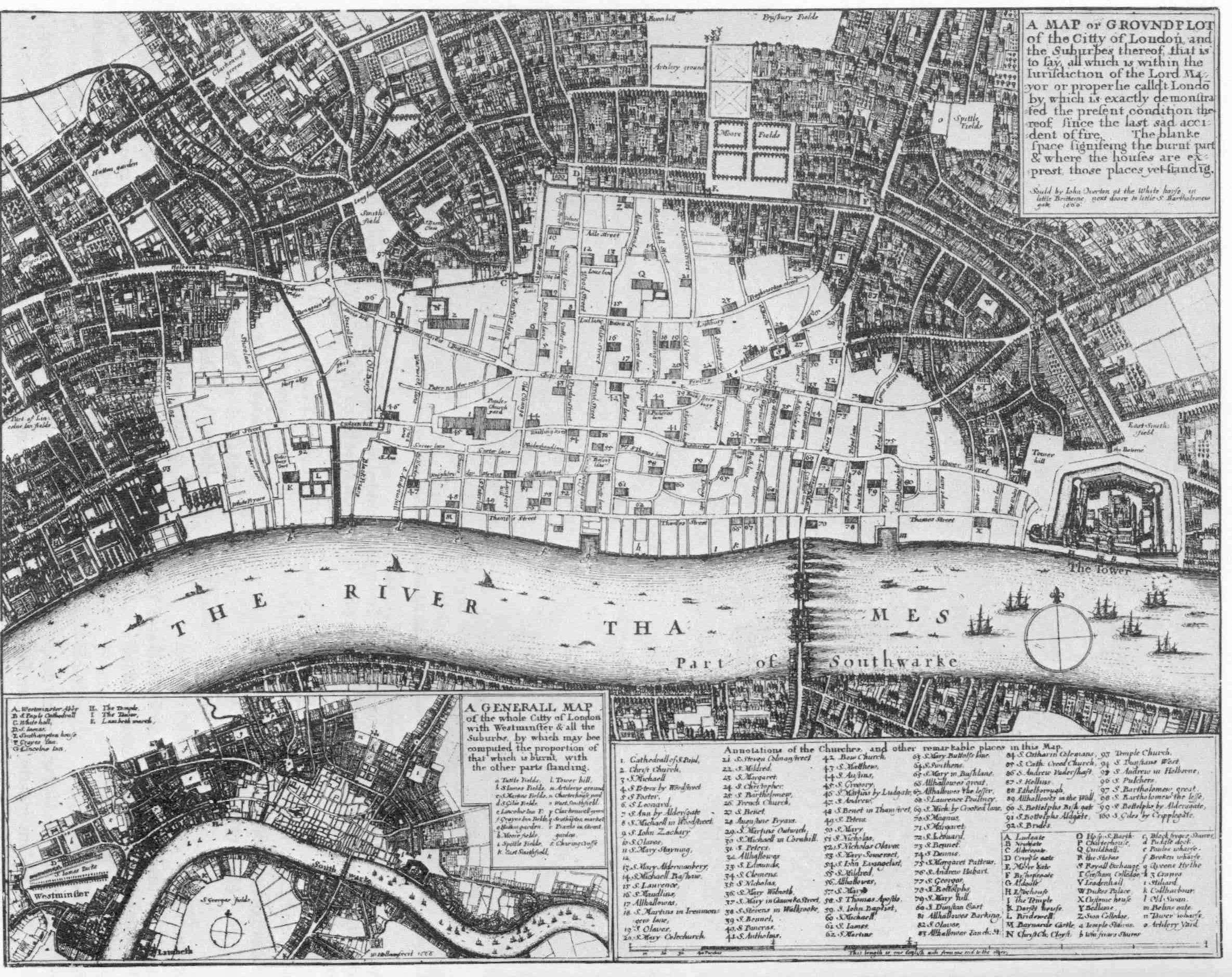
Plan de Londres après le Grand incendie de 1666, par Wenceslas Hollar ; les quartiers détruits sont figurés en blanc.

L'année 1665 fut marquée d'un rude coup du destin avec la disparition lors d'une épidémie de peste de son plus jeune fils, qui avait hérité de ses dons de dessinateur. L'année suivante, Hollar fut témoin d'une des pires catastrophes du siècle, le Grand incendie de Londres. C'est grâce aux multiples gravures que Hollar avaient réalisées de la capitale anglaise, à leur précision et leur netteté qu'on peut encore aujourd'hui se faire une idée du Londres médiéval qui disparut dans l'incendie. Après l'incendie, il continua de dessiner les quartiers détruits, y compris en vues d'ensemble. La qualité de ses gravures incita sans doute le roi à l'envoyer en mission à Tanger en 1668. Charles II lui avait commandé des gravures de cette ville, et les offrit à sa femme, la princesse portugaise Catherine de Bragance. Au retour le navire qui le ramenait en Angleterre fut pris à partie par des pirates algériens : là encore, l'artiste immortalisa la scène dans ses dessins.
Il vécut encore huit ans après son retour. Travailleur infatigable, il acheva en 1670 une vue générale d’Édimbourg qui est l'une de ses plus grandes planches gravées. Il mourut dans le plus grand dénuement et l'on rapporte même que ses derniers mots furent pour prier l'huissier de ne pas confisquer sa paillasse. Wenceslas Hollar est inhumé dans l’église Sainte-Marguerite de Westminster.

## Œuvre

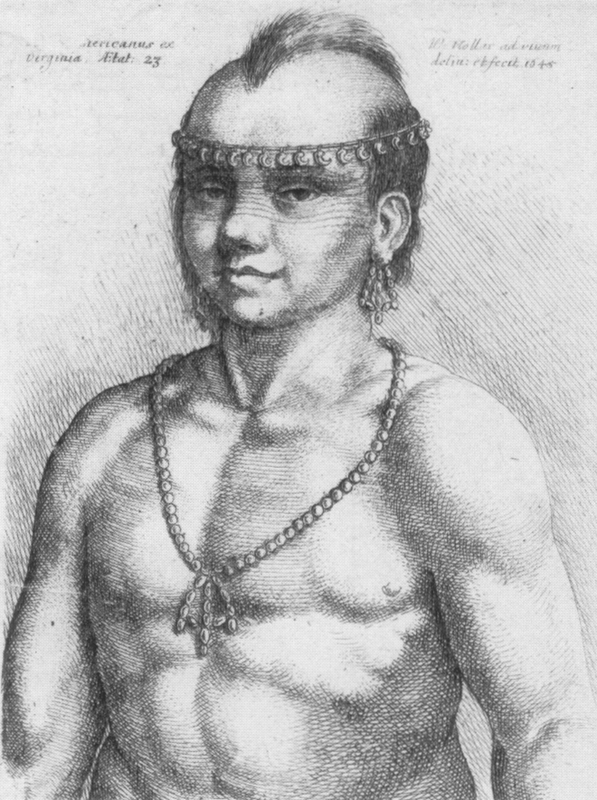
Indigène de Virginie (1645).

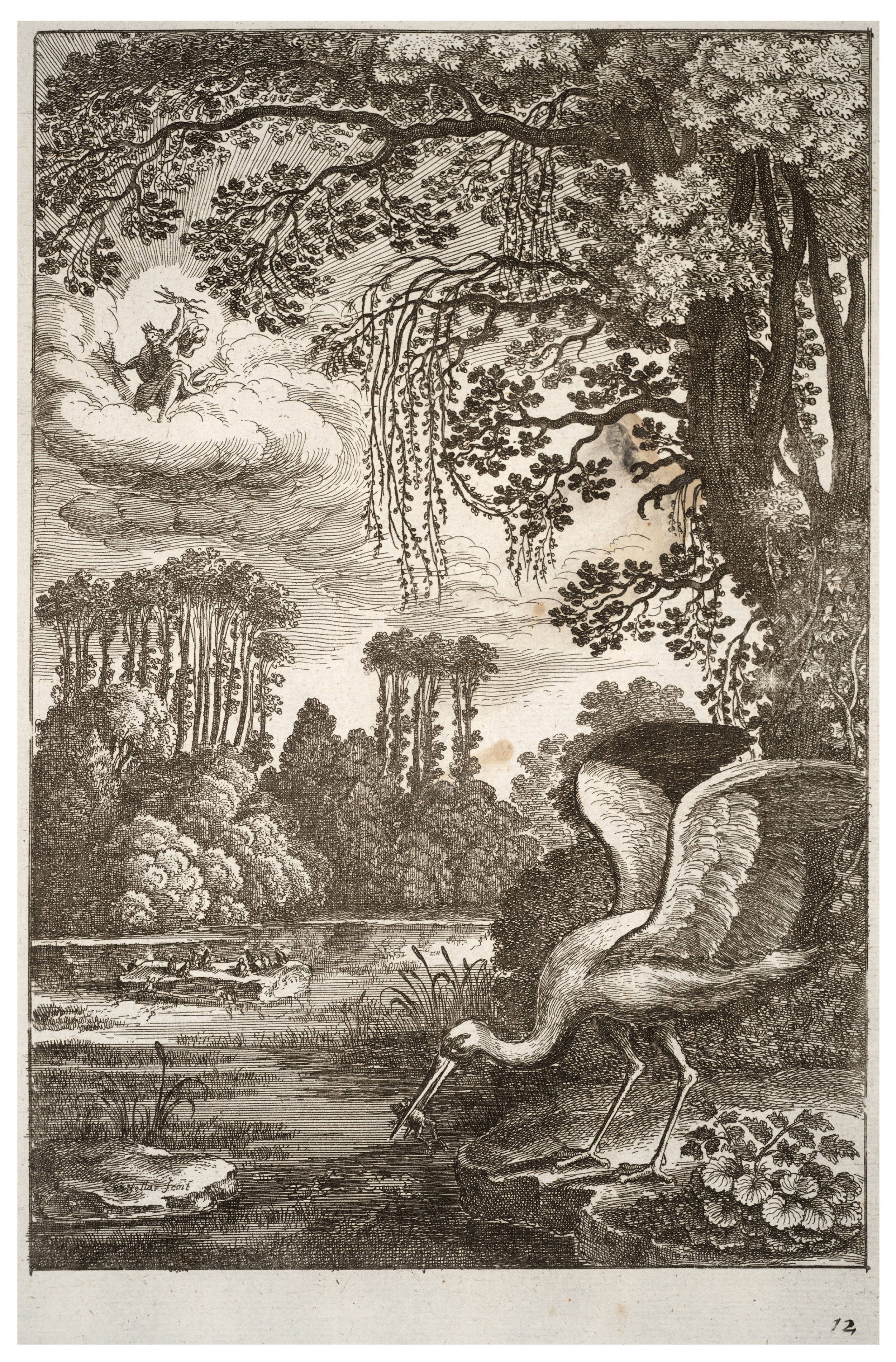
Les Grenouilles qui demandent un roi (1665). Planche gravée pour Les Fables d’Ésope mises en vers par John Ogilby.

Wenceslas Hollar était non seulement l'un des meilleurs, mais aussi l'un des plus prolifiques artistes de son époque. Son œuvre comporte exactement 400 dessins et plus de 3 000 eaux-fortes. On lui attribue plus de 2 700 planches gravées. Ses dessins se signalent par leur précision, leur exactitude minutieuse et un réalisme presque documentaire. 
Hollar s'est penché sur une inépuisable variété de thèmes. On connait surtout ses représentations de villes, ainsi que ses paysages ruraux et urbains d'Allemagne, de Bohême, d'Angleterre, des Pays-Bas, de la Suisse et de l'actuel Maroc. S'y ajoutent des portraits de saints et de plusieurs de ses contemporains, scènes  de l’Ancien et du Nouveau Testament, scènes mythologique et historiques mais aussi armoiries, caricatures, représentations de plantes ou d'animaux, natures mortes, allégories, costumes à la mode, etc. 
Mais Hollar exécuta en outre de nombreuses reproductions gravées d'œuvres d'artistes célèbres, ce qui les fit connaître à un large public : ainsi une reproduction de la Vierge à l'Enfant d’Albrecht Dürer, qui eut une grande influence sur Hollar, compte au nombre de ses toutes premières œuvres, sans doute 1625 ou 1626.
Les plus grandes collections d'œuvres de Wenceslas Hollar sont aujourd'hui conservées au château de Windsor, au British Museum de Londres, dans le Hollareum de la Galerie nationale tchèque de Prague ainsi qu'à la Fisher Library de l’université de Toronto.